# Alfred Riche
Pour les articles homonymes, voir Riche (homonymie).
Alfred Riche, né à le 3 février 1829 à Roche-sur-Vannon - actuellement Roche-et-Raucourt - (Haute-Saône) et mort à Nice (Alpes-Maritimes) le 24 avril 1908, est un chimiste et pharmacien français. Il est président de l'Académie nationale de médecine en 1902.

## Biographie
Jean Baptiste Léopold Alfred Riche naît le 3 février 1829 à Roche-et-Raucourt (Haute-Saône). Il est le fils de Jacques Gérard Philippe Riche, négociant, et de Marie Elisabeth Victoire Beurey.
Élu en 1877 membre de l'Académie nationale de médecine (section pharmacie), il en est le président en 1902.
Il meurt à Nice (Alpes-Maritimes) le 24 avril 1908.

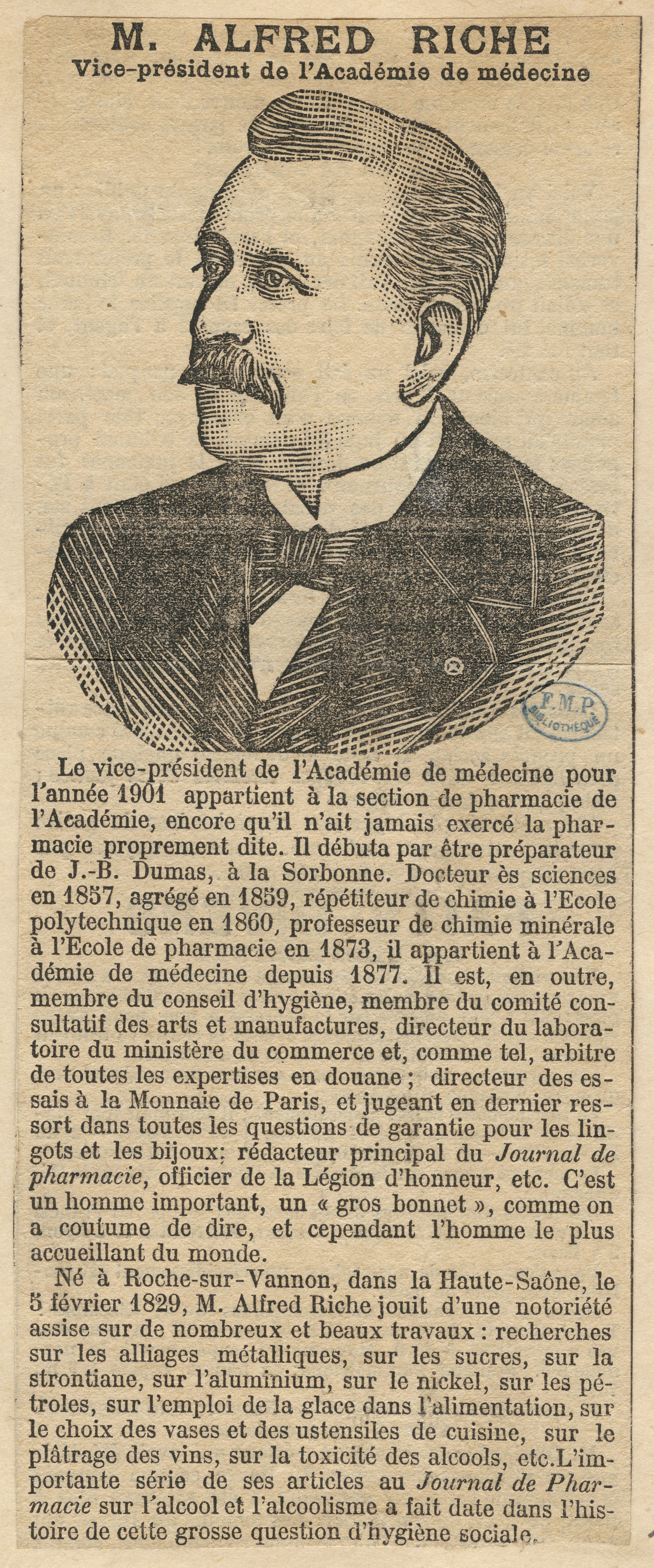

## Distinctions
- Officier de la Légion d'honneur (décret du 12 juillet 1887) ; chevalier du 13 août 1866[2] ;
- Officier de l'Instruction publique (1874) ; officier d'Académie en 1861 ;
- Commandeur de l'ordre de Sainte-Anne (Russie).

## Vie privée
Il épouse Marthe Eugénie Tallon (1838-1899) le 4 juillet 1857 dans l'ancien 11e arrondissement de Paris. Le couple a trois enfants :
- Jeanne Riche (1858-1935) qui le 17 novembre 1880 épouse Edmond Henri Gélis-Didot (1855-1940), ingénieur centralien[3] ;
- Albert Riche (1859-1947)[3] ;
- André Riche (1869-1938), psychiatre[3], qui épouse Anne Tenting.